# 野田市立岩木小学校
野田市立岩木小学校（のだしりついわきしょうがっこう）は、千葉県野田市の北部地区にある公立小学校。通称は「岩小」（いわしょう）。

## 概要

### 沿革
- 1980年4月1日 - 野田市立北部小学校及び野田市立川間小学校より分離
  - 4月7日 - 野田市立岩木小学校として開校。児童数1443名、学級数34学級
  - 7月25日 - プール竣工
  - 9月2日 - 校旗・校歌制定
- 1981年3月9日 - 市制30周年記念事業「群像」除幕式
  - 3月31日 - 児童数増加により、プレハブ校舎8教室完成
- 1982年3月31日 - 児童数増加により、プレハブ校舎7教室完成
  - 9月30日 - 児童数増加により東校舎（南校舎東側）を新設し、9教室増設。
- 1984年3月31日 - プレハブ校舎撤去
  - 4月1日 - 野田市立尾崎小学校新設に伴う分離（370名）
- 1985年4月1日 - 野田市立七光台小学校新設に伴う分離（240名）
- 1986年10月 - 観察池完成
- 1987年2月 - 相撲場完成
- 1989年11月5日 - 全日本小学校バンドフェスティバル出場（岡山市）
  - 11月11日 - 創立10周年記念式典
- 1990年1月8日 - 吹奏楽部「平成柏寿賞」受賞
- 1990年11月10日 - 全日本小学校バンドフェスティバル出場（香川県観音寺市）
- 1992年8月7日 - 国民皆泳全国優秀校表彰
- 1993年9月12日 - 第49回関東吹奏楽コンクール大会出場（千葉県代表）
- 1994年10月23日 - 千葉県なのはな体操優良実践校として千葉県知事より表彰される。
- 1995年9月12日 - 東日本吹奏楽コンクール（千葉県代表） 銀賞受賞
  - 12月25日 - 東日本優秀演奏発表会（千葉県代表） 優秀賞受賞
- 1996年9月8日 - 東関東吹奏楽コンクール（千葉県代表） 金賞受賞
  - 11月1日 - 全国食文化・食の雰囲気創出部門 優秀賞受賞
- 12月25日 - 東日本優秀演奏発表会（千葉県代表） 優秀賞受賞
- 1997年9月14日 - 東関東吹奏楽コンクール（千葉県代表） 金賞受賞
- 1998年3月2日 - 第一法規研究賞
  - 9月13日 - 東関東吹奏楽コンクール（千葉県代表） 金賞受賞
  - 10月22日 - 学校給食優良学校 文部大臣表彰受賞
  - 11月28日 - 全日本マーチングフェスティバル出場（東関東支部代表） グッドサウンド賞受賞
  - 12月18日 - 全国花いっぱいコンクール千葉大会 優秀賞
- 1999年1月22日 - 音楽部「平成柏寿賞特別賞」受賞
  - 9月12日 - 東関東関東吹奏楽コンクール（千葉県代表） 金賞受賞
  - 11月6日 - 創立20周年記念式典
  - 12月17日 - 全国花いっぱいコンクール千葉大会　最優秀賞
- 2000年9月24日 - 東関東吹奏楽コンクール（千葉県代表） 金賞受賞
  - 12月20日 - 全国花いっぱいコンクール千葉大会　国土庁長官賞受賞
- 2001年9月23日 - 東関東吹奏楽コンクール（千葉県代表） 銀賞受賞
  - 12月20日 - 全国花いっぱいコンクール千葉大会 優秀賞
- 2002年12月20日 - 全国花いっぱいコンクール千葉大会 優秀賞
- 2003年4月23日 - 全国読書活動優秀実践校として文部科学大臣表彰
  - 9月14日 - 東関東吹奏楽コンクール（千葉県代表） 金賞受賞
  - 12月17日 - 全国花いっぱいコンクール千葉大会 優秀賞
- 2004年9月14日 - 東関東吹奏楽コンクール（千葉県代表） 銅賞受賞
- 2006年9月10日 - 東関東吹奏楽コンクール（千葉県代表） 銅賞受賞
  - 11月11日 - 野田市ミニバス教室　ブロック優勝
- 2009年10月30日 - 30周年記念式典 新しい岩木山完成（岩木山改修工事）
- 2012年11月30日 - 北校舎（教室棟校舎） 耐震工事完了
- 2013年5月25日 - この年から運動会が春期開催となる。
- 2015年11月30日 - 体育館 耐震工事完了

## 学校教育目標
力を出し合って 学びあえる児童の育成

## 部活動
部活動は、運動部・音楽部・自転車部共に好成績である。
- 運動部
  - 陸上部

- 文化部
  - 音楽部

- その他
  - 自転車部（交通安全）
  - 岩木MBC（習い事）

## 主な行事
- 4月 - 始業式、入学式、一年生を迎える会、家庭訪問
- 5月 - 運動会、交通安全教室（1・3・5年）
- 6月 - 陸上部壮行会、陸上大会、2年生校外学習、5年生林間学校
- 7月 - 4年生浄水場見学、夏季休業
- 9月 - 4年生消防署見学、6年生修学旅行、1年生校外学習
- 10月 - 芸術鑑賞会、前期終業式、後期始業式、3年生校外学習、サッカー・ミニバス大会、5年生校外学習
- 11月 - 4年生校外学習、岩小祭（バザー）、6年生校外学習、持久走大会
- 12月 - 小中交流体験学習（野田市立岩名中学校）、冬季休業
- 1月 - 校内席書会、3年生社会科見学
- 2月 - 学力テストアクロスコンサート、6年生を送る会
- 3月 - 卒業式、修了式、学年末休業

## 生徒数・学級数・校長
- 生徒数 - 650名（2025年2月5日現在）
  - 1年生 91名
  - 2年生 129名
  - 3年生 134名
  - 4年生 106名
  - 5年生 128名
  - 6年生 155名
  - 特別支援学級（学年混成） 36名
- 学級数 - 20学級（2025年度）
  - 1年生 3クラス
  - 2年生 3クラス
  - 3年生 3クラス
  - 4年生 4クラス
  - 5年生 3クラス
  - 6年生 4クラス
  - 特別支援学級 5クラス
- 校長 角田敏雄（2025年度より）

## アクセス
- 東武野田線川間駅から徒歩約10分
- まめバス「岩木小入口」より徒歩3分